# Урофагия
Урофагия (от лат. ūrīna — моча и др.-греч. -φαγία (φαγεῖν) — питаться) — употребление мочи, частая разновидность пикацизма (извращения вкуса). Питьё мочи человеком может наблюдаться при некоторых психических заболеваниях с расстройством влечений, а также в качестве фетиша (разновидность экскрементофилии) при сексуальных отклонениях.

## Нетрадиционная медицина
Моча использовалась в некоторых древних культурах в оздоровительных и косметических целях, и продолжает использоваться современными представителями этих культур по сей день. В евро-американской культуре эти практики известны как уринотерапия, форма альтернативной медицины. Тайцы издавна практикуют питьё мочи в медицинских целях, например, для лечения рака.

## Сексуальный фетиш
Обонятельным эквивалентом экскрементофагии является экскрементофилия — обмазывание себя выделениями, ощупывание, обнюхивание их — соответственно урофилия.
При урофагии возбуждение и удовлетворение доставляет вид, обоняние и особенно питьё мочи. Урофил, с пристрастием к урофагии любит разнообразные сексуальные действия с мочой: так называемый «мокрый секс», просит мочиться на него, ему/ей в рот, а также совершать акт мочеиспускания в его присутствии в рот другим.

## Урофагия в религии
Мухаммед, исламский пророк, настоятельно рекомендует пить мочу верблюдов в небольшом количестве, исключительно в крайнем случае, с целью выздоровления. Моча должна происходить от верблюдов, живущих в определённой местности и питающихся определённой травой. В Сахих аль-Бухари упоминается хадис, в котором говорится, что некие люди пришли в Медину и заболели. Мухаммед сказал им пить молоко и мочу верблюдов, после чего они выздоровели.

## Урофагия для выживания
Боевой устав армии США и SAS. Руководство по выживанию не рекомендуют пить мочу для выживания: даже если другие жидкости недоступны, потребление мочи только усилит дегидрацию из-за содержащихся в ней солей.